# Dalesman
Die Dalesman war ein 1940 gebautes britisches Frachtschiff, das im Mai 1941 vor Kreta von der deutschen Luftwaffe versenkt und später gehoben wurde. Es war das einzige erbeutete britische Schiff in der Regia Marina, die es unter dem Namen Pluto als Munitionstransporter klassifizierte. Nach der Kapitulation Italiens im September 1943 wurde das Schiff von den Deutschen beschlagnahmt und der Mittelmeer-Reederei zugewiesen und 1945 versenkt. Das gehobene Schiff fuhr nach dem Krieg wieder für den ursprünglichen Eigner, der es 1959 abwracken ließ.
Der Name Dalesman leitet sich von den Bewohnern der Yorkshire Dales ab.

## Bau und technische Daten
Das Schiff wurde in Großbritannien auf der Lithgows-Werft in Port Glasgow in Schottland unter der Bau-Nummer 927 auf Kiel gelegt. Der Stapellauf fand am 26. März 1940 unter dem Namen Dalesman statt, die Fertigstellung erfolgte im Juli des Jahres, ebenfalls die Ablieferung an die Reederei Harrison Line in Liverpool.
Ihre Länge betrug 135,75 Meter, sie war 17,20 Meter breit und wies einen Tiefgang von 9,00 Metern auf. Sie war mit 6343 BRT bzw. 3883 NRT vermessen und hatte eine Tragfähigkeit von 6500 tdw. Der Antrieb bestand aus einer dreifach wirkenden Verbunddampfmaschine mit Abdampfturbine von David Rowan & Co. aus Govan, deren Leistung 2500 PSi betrug. Diese wirkte auf eine Schraube, der Dampfer erreichte eine Geschwindigkeit von 14,0 Knoten. Unter britischer Flagge hatte sie eine Besatzung von 32 Offizieren und Mannschaften.

## Geschichte

### Britisches FrachtschiffDalesman
Knapp ein Jahr nach der Indienststellung wurde die Dalesman zum ersten Mal versenkt: Am 14. Mai 1941 griffen deutsche Bomber das Schiff in der Souda-Bucht von Kreta an und beschädigten es so schwer, dass es auf Grund gesetzt werden musste, um nicht (vollständig?) zu sinken. Die 32 Mann Besatzung wurden gefangen genommen, von denen einer starb. 24 Besatzungsmitgliedern gelang mit einem verlassenen Landungsschiff (LCT) die Flucht nach Ägypten.

### Italienischer Munitionstransporter und deutscher FrachterPluto
Ende Mai 1941 soll sich das Schiff bereits unter deutscher Kontrolle befunden haben. Ob sie oder die Italiener das Schiff wieder hoben, ist jedoch unklar. Nach unterschiedlichen Angaben soll es zunächst als stationäre Hulk bzw. Wohnschiff der Deutschen gedient haben, nach anderen Angaben schleppten die Italiener es zur Reparatur nach Triest. In der Literatur übereinstimmend ging es spätestens 1942 in die Hand der italienischen Regierung über, die es der Regia Marina zuwies und in Pluto umbenannte.
Auch die weitere Geschichte des Schiffes bleibt zunächst widersprüchlich: Nach italienischen Angaben hat die Regia Marina die Pluto als Munitionstransporter klassifiziert – mit einer Besatzung von 138 Offizieren und Mannschaften – und soll sie für Transporte auch genutzt haben. Nach anderen Angaben war die Reparatur des Schiffes zum Zeitpunkt der Kapitulation Italiens im September 1943 noch nicht beendet. Demnach beschlagnahmten die Deutschen das Schiff am 11. September in Triest, beendeten die Reparaturen und gaben ihm erst jetzt den Namen Pluto. Es wurde der halbstaatlichen deutschen Mittelmeer-Reederei zur Bereederung zugewiesen, die das Schiff in der Adria einsetzte und auch militärische Transporte durchführte.
Im Frühjahr 1945 folgte die zweite Versenkung des Schiffes: Zunächst griff in der Nacht vom 7. auf 8. Februar 1945 das britische Motortorpedoboot MTB 406 die Pluto vor Cittanova / Novigrad an und beschädigte sie schwer. Das Schiff konnte noch nach Triest geschleppt werden. Dort sank es am 20. Februar 1945 durch Bombentreffer.

### Britisches FrachtschiffEmpire WilyundDalesman
Im Mai 1945 wurde die Pluto in Triest britische Kriegsbeute. Die Briten hoben und reparierten das Schiff und unterstellten es als Empire Wily dem Ministry of War Transport (MOWT). 1946 erhielt die frühere Reederei, die Harrison-Line, ihr Schiff zurück und gab ihr wieder ihren alten Namen Dalesman. Die Reederei nutzte das Schiff noch bis 1959 und verkaufte es dann an Van Heyghen Frères in Gent zum Abbruch, der am 15. August 1959 begann.